# Johann Gottfried Steffan
Johann Gottfried Steffan (Wädenswil, 13 dicembre 1815 – Monaco di Baviera, 16 giugno 1906) è stato un pittore svizzero.

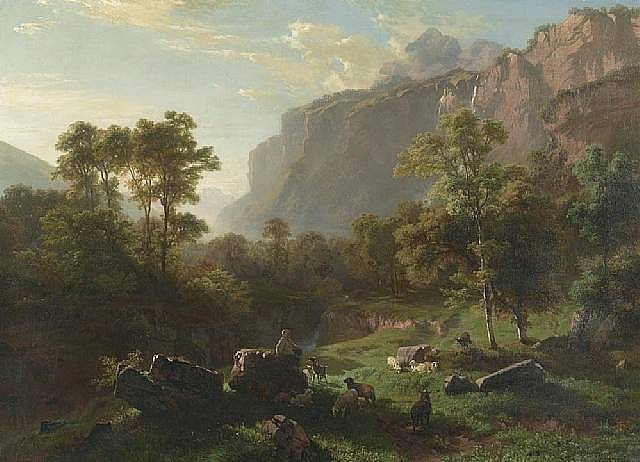
J. G. Steffan: Giovane pastore con capre e pecore, 1858

È stato uno dei principali pittori paesaggisti svizzeri del XIX secolo.
Dopo un primo periodo di attività come litografo nella sua città natale, si reca a Monaco per perfezionare i suoi studi frequentandovi la locale Accademia di Belle Arti  come allievo di Peter von Cornelius.
Rimane influenzato dalla pittura di Carl Rottman e si dedica alla pittura di paesaggio. Il suo studio diviene presto il centro degli artisti svizzeri a Monaco: insieme a molti colleghi, tra cui Rudolf Koller compie numerosi viaggi di studio nelle Alpi svizzere, in particolare nel Canton Glarona e sul Lago di Walenstadt. Più tardi compie viaggi a Berchtesgaden e alla vicina Ramsau, paesaggi che ritrae in numerose sue opere.
Compie anche un viaggio in Nord Italia (Venezia, Lago di Como e Liguria) per ritrarne paesaggi, anch'essi permeati dal senso idealistico che caratterizza la pittura della Scuola di Monaco.

## Opere
- Pomeriggio nelle Alpi di Glarus, 1857
- Il Monte Orge a Sitten, 1869
- Alpe in Klöntal, 1880
- Il castello di Lerici, 1900